# John Nketia Yawson
John Nketia Yawson   (Ghana, segle XX) és un exfutbolista ghanès de la dècada de 1970.
Fou internacional amb la selecció de futbol de Ghana.
Pel que fa a clubs, destacà a Sekondi Eleven Wise i Accra Hearts of Oak. També jugà al club uruguaià Club Atlético Peñarol.